# Verdienter Meister des Sports der UdSSR

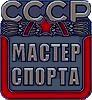
Abzeichen „Meister des Sports“ der UdSSR

Der Verdiente Meister des Sports der UdSSR (russisch заслуженный мастер спорта СССР Sasluschenny Master Sporta SSSR), bis 1983 als Verdienter Meister des Sports, war eine staatliche Auszeichnung in der Sowjetunion. Der Ehrentitel wurde am 27. Mai 1934 durch das Zentrale Exekutivkomitee der Sowjetunion eingeführt. Er wurde verliehen von dem Staatskomitee für Körperkultur und Sport an Meister, die aktiv am Aufbau der sowjetischen Körperkultur beteiligt waren und überragende Leistungen vorweisen konnten. Die Verleihung erfolgte in Form eines Abzeichens mit Urkunde. Im Juni 1934 wurde die erste Liste mit 22 Sportlern aus Moskau (darunter der Fußballspieler Nikolai Petrowitsch Starostin), aus Leningrad (darunter der Schachspieler Pjotr Arsenjewitsch Romanowski), aus Kiew und Charkow veröffentlicht. Insgesamt wurden mehr als 4000 Titel vergeben. Der auf Lebenszeit verliehene Titel konnte unter Umständen aberkannt werden.